# Formel 1-VM 1974
Formel 1-VM 1974 hade 15 deltävlingar som kördes under perioden 13 januari-6 oktober. Förarmästerskapet vanns av brasilianen Emerson Fittipaldi och konstruktörsmästerskapet av McLaren-Ford.

## Vinnare
- Förare:  Emerson Fittipaldi, Brasilien, McLaren-Ford
- Konstruktör:  McLaren-Ford, Storbritannien

## Grand Prix 1974
| Grand Prix                 | Datum        | Bana             | Vinnande förare! Vinnande stall | Vinnande tillverkare |              |   |
| -------------------------- | ------------ | ---------------- | ------------------------------- | -------------------- | ------------ | - |
| Argentinas Grand Prix      | 13 januari   | Buenos Aires     | Denny Hulme                     | McLaren              | McLaren-Ford | * |
| Brasiliens Grand Prix      | 27 januari   | Interlagos       | Emerson Fittipaldi              | McLaren              | McLaren-Ford | * |
| Sydafrikas Grand Prix      | 30 mars      | Kyalami          | Carlos Reutemann                | Brabham              | Brabham-Ford | * |
| Spaniens Grand Prix        | 28 april     | Jarama           | Niki Lauda                      | Ferrari              |              | * |
| Belgiens Grand Prix        | 12 maj       | Nivelles-Baulers | Emerson Fittipaldi              | McLaren              | McLaren-Ford | * |
| Monacos Grand Prix         | 26 maj       | Monte Carlo      | Ronnie Peterson                 | Lotus                | Lotus-Ford   | * |
| Sveriges Grand Prix        | 9 juni       | Anderstorp       | Jody Scheckter                  | Tyrrell              | Tyrrell-Ford | * |
| Nederländernas Grand Prix  | 23 juni      | Zandvoort        | Niki Lauda                      | Ferrari              |              | * |
| Frankrikes Grand Prix      | 7 juli       | Dijon-Prenois    | Ronnie Peterson                 | Lotus                | Lotus-Ford   | * |
| Storbritanniens Grand Prix | 20 juli      | Brands Hatch     | Jody Scheckter                  | Tyrrell              | Tyrrell-Ford | * |
| Tysklands Grand Prix       | 4 augusti    | Nürburgring      | Clay Regazzoni                  | Ferrari              |              | * |
| Österrikes Grand Prix      | 18 augusti   | Österreichring   | Carlos Reutemann                | Brabham              | Brabham-Ford | * |
| Italiens Grand Prix        | 8 september  | Monza            | Ronnie Peterson                 | Lotus                | Lotus-Ford   | * |
| Kanadas Grand Prix         | 22 september | Mosport Park     | Emerson Fittipaldi              | McLaren              | McLaren-Ford | * |
| USA:s Grand Prix           | 6 oktober    | Watkins Glen     | Carlos Reutemann                | Brabham              | Brabham-Ford | * |

## Grand Prix utanför VM 1974
| Grand Prix /Race              | Datum      | Bana         | Vinnande förare! Vinnande stall | Vinnande tillverkare |              |
| ----------------------------- | ---------- | ------------ | ------------------------------- | -------------------- | ------------ |
| Gran Premio Presidente Medici | 3 februari | Brasilia     | Emerson Fittipaldi              | McLaren              | McLaren-Ford |
| Race of Champions             | 17 mars    | Brands Hatch | Jacky Ickx                      | Lotus                | Lotus-Ford   |
| BRDC International Trophy     | 7 april    | Silverstone  | James Hunt                      | Hesketh              | Hesketh-Ford |

## Stall, nummer och förare 1974
| Stall/Tillverkare                    | Nummer     | Förare                           |
| ------------------------------------ | ---------- | -------------------------------- |
| AAW Racing Team (Surtees-Ford)       | 23, 43, 44 | Leo Kinnunen, Finland            |
| Allied Polymer Group (Brabham-Ford)  | 208        | Lella Lombardi, Italien          |
| Amon-Ford                            | 22, 30     | Chris Amon, Nya Zeeland          |
| Amon-Ford                            | 30         | Larry Perkins, Australien        |
| Blignaut (Tyrrell-Ford)              | 32         | Eddie Keizan, Sydafrika          |
| Brabham-Ford                         | 7          | Carlos Reutemann, Argentina      |
| Brabham-Ford                         | 8          | Richard Robarts, Storbritannien  |
| Brabham-Ford                         | 8          | Rikky von Opel, Liechtenstein    |
| Brabham-Ford                         | 8          | Carlos Pace, Brasilien           |
| Brabham-Ford                         | 34         | Teddy Pilette, Belgien           |
| BRM                                  | 14         | Jean-Pierre Beltoise, Frankrike  |
| BRM                                  | 15         | Henri Pescarolo, Frankrike       |
| BRM                                  | 15         | Chris Amon, Nya Zeeland          |
| BRM                                  | 37         | François Migault, Frankrike      |
| Chequered Flag (Brabham-Ford)        | 42         | Ian Ashley, Storbritannien       |
| Dempster International (March-Ford)  | 35         | Mike Wilds, Storbritannien       |
| Ensign-Ford                          | 22         | Rikky von Opel, Liechtenstein    |
| Ensign-Ford                          | 22         | Vern Schuppan, Australien        |
| Ensign-Ford                          | 22, 25     | Mike Wilds, Storbritannien       |
| Ferrari                              | 11         | Clay Regazzoni, Schweiz          |
| Ferrari                              | 12         | Niki Lauda, Österrike            |
| Hesketh (March-Ford & Hesketh-Ford)  | 24         | James Hunt, Storbritannien       |
| Hesketh (March-Ford & Hesketh-Ford)  | 31         | Ian Scheckter, Sydafrika         |
| Hill (Lola-Ford)                     | 26         | Graham Hill, Storbritannien      |
| Hill (Lola-Ford)                     | 27         | Guy Edwards, Storbritannien      |
| Hill (Lola-Ford)                     | 27         | Peter Gethin, Storbritannien     |
| Hill (Lola-Ford)                     | 27         | Rolf Stommelen, Tyskland         |
| John Goldie Racing (Brabham-Ford)    | 28         | John Watson, Storbritannien      |
| John Goldie Racing (Brabham-Ford)    | 34         | Carlos Pace, Brasilien           |
| Lotus-Ford                           | 1, 31      | Ronnie Peterson, Sverige         |
| Lotus-Ford                           | 2          | Jacky Ickx, Belgien              |
| Lotus-Ford                           | 31         | Tim Schenken, Australien         |
| Lyncar-Ford                          | 29         | John Nicholson, Nya Zeeland      |
| Maki-Ford                            | 25         | Howden Ganley, Nya Zeeland       |
| March-Ford                           | 9          | Hans-Joachim Stuck, Tyskland     |
| March-Ford                           | 9          | Reine Wisell, Sverige            |
| March-Ford                           | 10         | Howden Ganley, Nya Zeeland       |
| March-Ford                           | 10         | Vittorio Brambilla, Italien      |
| McLaren-Ford                         | 5          | Emerson Fittipaldi, Brasilien    |
| McLaren-Ford                         | 6          | Denny Hulme, Nya Zeeland         |
| McLaren-Ford                         | 33         | Mike Hailwood, Storbritannien    |
| McLaren-Ford                         | 33         | David Hobbs, Storbritannien      |
| McLaren-Ford                         | 33         | Jochen Mass, Tyskland            |
| Parnelli-Ford                        | 55         | Mario Andretti, USA              |
| Penske-Ford                          | 66         | Mark Donohue, USA                |
| Scuderia Finotto (Brabham-Ford)      | 31         | Carlo Facetti, Italien           |
| Scuderia Finotto (Brabham-Ford)      | 32         | Helmuth Koinigg, Österrike       |
| Scuderia Finotto (Brabham-Ford)      | 43         | Gérard Larrousse, Frankrike      |
| Scuderia Scribante (McLaren-Ford)    | 23         | Dave Charlton, Sydafrika         |
| Shadow-Ford                          | 16         | Peter Revson, USA                |
| Shadow-Ford                          | 16         | Brian Redman, Storbritannien     |
| Shadow-Ford                          | 16         | Bertil Roos, Sverige             |
| Shadow-Ford                          | 16         | Tom Pryce, Storbritannien        |
| Shadow-Ford                          | 17         | Jean-Pierre Jarier, Frankrike    |
| Surtees-Ford                         | 18         | Carlos Pace, Brasilien           |
| Surtees-Ford                         | 18         | Derek Bell, Storbritannien       |
| Surtees-Ford                         | 18, 19     | José Dolhem, Frankrike           |
| Surtees-Ford                         | 19         | Jochen Mass, Tyskland            |
| Surtees-Ford                         | 19         | Jean-Pierre Jabouille, Frankrike |
| Surtees-Ford                         | 19         | Helmuth Koinigg, Österrike       |
| Surtees-Ford                         | 30         | Dieter Quester, Österrike        |
| Team Canada Formula 1 (Brabham-Ford) | 50         | Eppie Wietzes, Kanada            |
| Team Gunston (Lotus-Ford)            | 29         | Ian Scheckter, Sydafrika         |
| Team Gunston (Lotus-Ford)            | 30         | Paddy Driver, Sydafrika          |
| Token-Ford                           | 32, 35     | Ian Ashley, Storbritannien       |
| Token-Ford                           | 42         | Tom Pryce, Storbritannien        |
| Token-Ford                           | 42         | David Purley, Storbritannien     |
| Trojan-Ford                          | 23, 41, 29 | Tim Schenken, Australien         |
| Tyrrell-Ford                         | 3          | Jody Scheckter, Sydafrika        |
| Tyrrell-Ford                         | 4          | Patrick Depailler, Frankrike     |
| Williams (Iso Marlboro-Ford)         | 20         | Arturo Merzario, Italien         |
| Williams (Iso Marlboro-Ford)         | 20         | Richard Robarts, Storbritannien  |
| Williams (Iso Marlboro-Ford)         | 21         | Tom Belsø, Danmark               |
| Williams (Iso Marlboro-Ford)         | 21         | Gijs van Lennep, Nederländerna   |
| Williams (Iso Marlboro-Ford)         | 21         | Jean-Pierre Jabouille, Frankrike |
| Williams (Iso Marlboro-Ford)         | 21         | Jacques Laffite, Frankrike       |

## Slutställning förare 1974
| Placering | Förare! Stall        | Konstruktör        | Poäng                       |    |
| --------- | -------------------- | ------------------ | --------------------------- | -- |
| 1         | Emerson Fittipaldi   | McLaren            | McLaren-Ford                | 55 |
| 2         | Clay Regazzoni       | Ferrari            |                             | 52 |
| 3         | Jody Scheckter       | Tyrrell            | Tyrrell-Ford                | 45 |
| 4         | Niki Lauda           | Ferrari            |                             | 38 |
| 5         | Ronnie Peterson      | Lotus              | Lotus-Ford                  | 35 |
| 6         | Carlos Reutemann     | Brabham            | Brabham-Ford                | 32 |
| 7         | Denny Hulme          | McLaren            | McLaren-Ford                | 20 |
| 8         | James Hunt           | Hesketh            | Hesketh-Ford                | 15 |
| 9         | Patrick Depailler    | Tyrrell            | Tyrrell-Ford                | 14 |
| 10        | Jacky Ickx           | Lotus              | Lotus-Ford                  | 12 |
| 11        | Mike Hailwood        | McLaren            | McLaren-Ford                | 12 |
| 12        | Carlos Pace          | Brabham & Surtees  | Brabham-Ford & Surtees-Ford | 11 |
| 13        | Jean-Pierre Beltoise | BRM                |                             | 10 |
| 14        | Jean-Pierre Jarier   | Shadow             | Shadow-Ford                 | 6  |
| 15        | John Watson          | John Goldie Racing | Brabham-Ford                | 6  |
| 16        | Hans-Joachim Stuck   | March              | March-Ford                  | 5  |
| 17        | Arturo Merzario      | Williams           | Iso Marlboro-Ford           | 4  |
| 18        | Graham Hill          | Hill               | Lola-Ford                   | 1  |
| 19        | Tom Pryce            | Shadow             | Shadow-Ford                 | 1  |
| 20        | Vittorio Brambilla   | March              | March-Ford                  | 1  |

## Slutställning konstruktörer 1974
| Placering | Konstruktör       | Poäng |
| --------- | ----------------- | ----- |
| 1         | McLaren-Ford      | 73    |
| 2         | Ferrari           | 65    |
| 3         | Tyrrell-Ford      | 52    |
| 4         | Lotus-Ford        | 42    |
| 5         | Brabham-Ford      | 35    |
| 6         | Hesketh-Ford      | 15    |
| 7         | BRM               | 10    |
| 8         | Shadow-Ford       | 7     |
| 9         | March-Ford        | 6     |
| 10        | Iso Marlboro-Ford | 4     |
| 11        | Surtees-Ford      | 3     |
| 12        | Lola-Ford         | 1     |
| 13        | Parnelli-Ford     | 0     |
| =         | Trojan-Ford       | 0     |
| =         | Ensign-Ford       | 0     |
| =         | Penske-Ford       | 0     |
| =         | Token-Ford        | 0     |
| =         | Amon-Ford         | 0     |
| =         | Maki-Ford         | 0     |
| =         | Lyncar-Ford       | 0     |